# Giro d’Italia 1927

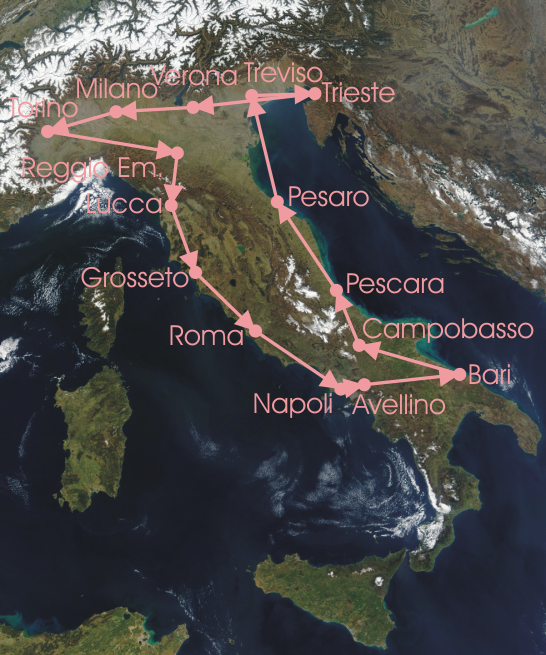
Streckenverlauf des Giro

Der 15. Giro d’Italia fand vom 15. Mai bis 6. Juni 1927 statt. 
Das Radrennen bestand aus 15 Etappen mit einer Gesamtlänge von 3.758 Kilometern. Von 266 Teilnehmern erreichten 80 das Ziel. Alfredo Binda errang den Giro-Sieg vor dem Vorjahressieger Giovanni Brunero, die Mannschaftswertung gewann das Team Legnano. Bemerkenswert ist, dass Alfredo Binda das Rosa Trikot von Anfang bis Ende des Giro getragen hat.

## Etappen
| Etappen | Start – Ziel               | km  | Etappensieger       | Gesamterster  |
| ------- | -------------------------- | --- | ------------------- | ------------- |
| 1.      | Mailand – Turin            | 288 | Alfredo Binda       | Alfredo Binda |
| 2.      | Turin – Reggio nell’Emilia | 321 | Alfredo Binda       | Alfredo Binda |
| 3.      | Reggio nell’Emilia – Lucca | 207 | Alfredo Binda       | Alfredo Binda |
| 4.      | Lucca – Grosseto           | 240 | Domenico Piemontesi | Alfredo Binda |
| 5.      | Grosseto – Rom             | 257 | Alfredo Binda       | Alfredo Binda |
| 6.      | Rom – Neapel               | 256 | Alfredo Binda       | Alfredo Binda |
| 7.      | Neapel – Avellino          | 153 | Alfredo Binda       | Alfredo Binda |
| 8.      | Avellino – Bari            | 271 | Alfredo Binda       | Alfredo Binda |
| 9.      | Bari – Campobasso          | 243 | Alfredo Binda       | Alfredo Binda |
| 10.     | Campobasso – Pescara       | 220 | Alfredo Binda       | Alfredo Binda |
| 11.     | Pescara – Pesaro           | 218 | Arturo Bresciani    | Alfredo Binda |
| 12.     | Pesaro – Treviso           | 305 | Alfredo Binda       | Alfredo Binda |
| 13.     | Treviso – Triest           | 208 | Giovanni Brunero    | Alfredo Binda |
| 14.     | Triest – Verona            | 275 | Alfredo Binda       | Alfredo Binda |
| 15.     | Verona – Mailand           | 291 | Alfredo Binda       | Alfredo Binda |